# 天才のパチンコ
天才のパチンコ（てんさいのパチンコ）及び天才のパチスロ（てんさいのパチスロ）は、2003年から2006年にかけてフジテレビ721で放送されていたパチンコ・パチスロ番組。

## 概要
基本的にはスタジオに用意されたパチンコ・パチスロ機を用いたトーナメントバトルがメインの番組。バトルは1対1の差玉勝負形式で行われる。この他ほしのあきがパチンコホールに出向き新台で実戦を行うコーナーなどがあった。

## 出演者
- 山中秀樹
- 島田彩夏
- 斉藤舞子
- チャーリー湯谷
- ほしのあき

この他バトルに太田光代（爆笑問題・太田光夫人、タイタン社長）がよく出場しており、事実上の準レギュラー扱いだった。

## 備考
山中は元々パチンコが趣味で、この番組が縁となり2005年から2010年にかけてフジテレビと同系列であるサンケイスポーツ紙上でパチンコを題材とした同名のコラム（隔週連載）を担当していた（連載そのものは改題して現在も継続中）。